# Liste der Baudenkmäler in Massing
Auf dieser Seite sind die Baudenkmäler in dem niederbayerischen Markt Massing zusammengestellt. Diese Tabelle ist eine Teilliste der Liste der Baudenkmäler in Bayern. Grundlage ist die Bayerische Denkmalliste, die auf Basis des Bayerischen Denkmalschutzgesetzes vom 1. Oktober 1973 erstmals erstellt wurde und seither durch das Bayerische Landesamt für Denkmalpflege geführt wird. Die folgenden Angaben ersetzen nicht die rechtsverbindliche Auskunft der Denkmalschutzbehörde.

## Baudenkmäler nach Ortsteilen

### Massing
| Lage                                                  | Objekt                                                 | Beschreibung | Akten-Nr.     | Bild                                         |
| ----------------------------------------------------- | ------------------------------------------------------ | --- | ------------- | -------------------------------------------- |
| Kirchplatz 1 (Standort)                               | Katholische Pfarrkirche St. Stephan                    | Backsteinbau mit westlich vorgesetztem Turm, um 1480, Umgestaltungen 17./18. Jahrhundert, 1869–77 Regotisierung; mit Ausstattung; Friedhofskruzifix an der Langhaussüdseite; Totenhalle mit Kriegergedächtnis, Backsteinbau mit Dachreiter am Portalrisalit, Mitte 19. Jahrhundert; mit Ausstattung | D-2-77-133-3  | weitere Bilder                               |
| Klosterweg 3 (Standort)                               | Kloster und ehemalige Schule der Armen Schulschwestern | Satteldachbau mit Treppen- und Zwerchgiebel, 1856, über Fundamenten der Burgstelle; mit Ausstattung | D-2-77-133-5  | weitere Bilder                               |
| Marktplatz 14 (Standort)                              | Marktkapelle Schmerzhafte Maria                        | Neuromanischer Bau mit Putzgliederung und Giebelreiter, 1839; mit Ausstattung; anstelle einer Vorgängerkapelle von 1726 | D-2-77-133-6  | weitere Bilder                               |
| Neumarkter Straße 16 (Standort)                       | Wohnhaus                                               | Zweieinhalbgeschossiger Satteldachbau mit Putzgliederung und Figurennische, bezeichnet 1800, Fassade Mitte 19. Jahrhundert, Dach später. | D-2-77-133-10 | BW                                           |
| Öttinger Straße (bei der Roßbacher Straße) (Standort) | Kriegerdenkmal                                         | Kriegerdenkmal, Steinpfeiler mit bekrönender Löwenfigur, errichtet für die Gefallenen des Ersten Weltkriegs, um 1920, nachträglich verändert und ergänzt | D-2-77-133-61 | Kriegerdenkmal                               |
| Spirknerstraße (Standort)                             | Hirtahaus (im Freilichtmuseum Massing)                 | Ehemaliges Hirtenhäusl aus Furth (Landkreis Landshut), erdgeschossiger Blockbau mit Flachsatteldach und Giebellaube, 17. Jahrhundert, 1971 transferiert | D-2-77-133-13 | Hirtahaus (im Freilichtmuseum Massing)       |
| Spirknerstraße 9 (Standort)                           | Schusteröderhof (im Freilichtmuseum Massing)           | Wohnstallhaus eines ehemaligen Einödhofes aus Schusteröd (Landkreis Rottal-Inn), Stockhaus mit zwei Giebelschroten, bezeichnet 1770, 1966 transferiert; Traidkasten aus Aich bei Hörbering (Landkreis Mühldorf am Inn), ursprünglich geständerter Traidkasten mit Traufschrot, 18. Jahrhundert, 1967 transferiert und Erdgeschoss zu Brotzeitstube ausgebaut; Stadel aus Schusteröd und zum Teil aus Blindenhaselbach (Landkreis Mühldorf am Inn), Bundwerkstadel mit Steildach, 18. Jahrhundert, 1968 transferiert; Remise aus Sonnberg bei Nonnberg (Landkreis Altötting), geständerter Traidkasten mit Gitterbundwerk, um 1820, 1969 transferiert; Hoftor aus Roith (Landkreis Rottal-Inn), reich bemaltes Holztor, bezeichnet 1837, 1970 transferiert; Backhaus aus Oberroßbach (Landkreis Rottal-Inn), Ständerbau mit Gitterbundwerk, Anfang 19. Jahrhundert, 1968 transferiert | D-2-77-133-12 | Schusteröderhof (im Freilichtmuseum Massing) |
| Spirknerstraße 11 (Standort)                          | Kochhof (im Freilichtmuseum Massing)                   | Rottaler Bauernhaus aus Kerneigen (Landkreis Rottal-Inn), Blockbau mit zwei Giebelschroten, wohl 18. Jahrhundert, 1876 angebaut, 1977 transferiert; Stadel aus Roith (Landkreis Rottal-Inn), Ständerbohlenbau mit Steildach und zwei bemalten Toren, bezeichnet 1836, 1977 transferiert; Traidkasten und Wagenschupfen aus Tiefstadt (Landkreis Rottal-Inn), geständerter Blockbau, zum Teil ausgemauert, Anfang 19. Jahrhundert, 1979 transferiert; Stallgebäude aus Stetten (Landkreis Mühldorf am Inn), Traidboden in Blockbau über gewölbtem Stall, zweite Hälfte 19. Jahrhundert, 1978 transferiert | D-2-77-133-15 | Kochhof (im Freilichtmuseum Massing)         |
| Spirknerstraße 13 (Standort)                          | Heilmeierhof (im Freilichtmuseum Massing)              | Einfirsthof aus Pilberskofen (Landkreis Dingolfing-Landau), zweigeschossiger Blockbau mit reich bemalten Schroten, bezeichnet 1795, Stallteil gemauert, 1972 transferiert; Stadel aus Blindenhaselbach (Landkreis Mühldorf a. Inn), Ständerbau mit Bundwerk, bezeichnet 1770, 1971 transferiert; Remise mit Traidkasten aus Trauterfing (Landkreis Landshut), geständerter und bemalter Blockbau mit Bundwerk, 18. Jahrhundert, 1975 transferiert; Handwerkerhaus aus Winhöring (Landkreis Altötting), Blockbau mit Giebel- und Traufschrot, 18. Jahrhundert, 1973 transferiert; Taubenkobel aus Müllersberg (Landkreis Rottal-Inn), 19. Jahrhundert, 1975 transferiert | D-2-77-133-14 | Heilmeierhof (im Freilichtmuseum Massing)    |

### Anzenberg
| Lage                          | Objekt                                         | Beschreibung                                                                                              | Akten-Nr.     | Bild           |
| ----------------------------- | ---------------------------------------------- | --- | ------------- | -------------- |
| Anzenberger Weg 28 (Standort) | Ehemaliges Mesnerhaus                          | kleiner Massivbau mit Halbwalmdach und profiliertem Traufgesims, erstes Drittel 19. Jahrhundert           | D-2-77-133-18 | BW             |
| Anzenberger Weg 30 (Standort) | Katholische Wallfahrtskirche Mariä Heimsuchung | spätgotischer Kirchenbau, barockisiert 1733–1749, Turm 15. Jahrhundert, Turmspitze 1851; mit Ausstattung. | D-2-77-133-17 | weitere Bilder |

### Geratsdorf
| Lage                     | Objekt | Beschreibung                                                                    | Akten-Nr.     | Bild |
| ------------------------ | ------ | ------------------------------------------------------------------------------- | ------------- | ---- |
| Geratsdorf 62 (Standort) | Stadel | Nordwestflügel der Hofanlage, Ständerbohlenbau, drittes Viertel 19. Jahrhundert | D-2-77-133-21 | BW   |

### Gottholbing
| Lage                   | Objekt        | Beschreibung                                             | Akten-Nr.     | Bild |
| ---------------------- | ------------- | -------------------------------------------------------- | ------------- | ---- |
| Kirchenfeld (Standort) | Weilerkapelle | kleiner, verputzter Satteldachbau, Mitte 19. Jahrhundert | D-2-77-133-22 | BW   |

### Grünhag
| Lage                  | Objekt                            | Beschreibung                                                                              | Akten-Nr.     | Bild |
| --------------------- | --------------------------------- | ----------------------------------------------------------------------------------------- | ------------- | ---- |
| Grünhag 37 (Standort) | Wohnstallhaus eines Vierseithofes | Bau in unverputztem Backstein, mit flach geneigtem Satteldach, 3. Viertel 19. Jahrhundert | D-2-77-133-23 | BW   |

### Harbach
| Lage                  | Objekt                                                 | Beschreibung | Akten-Nr.     | Bild |
| --------------------- | ------------------------------------------------------ | --- | ------------- | ---- |
| Harbach 48 (Standort) | Stattlicher Ständerbohlen-Bundwerkstadel mit Steildach | 1. Viertel 19. Jahrhundert; kleine Privatkapelle, 19. Jahrhundert; mit Ausstattung; ca. 100 m westlich der Hofstelle. | D-2-77-133-24 | BW   |

### Hochholding
| Lage                      | Objekt                                         | Beschreibung                                                                         | Akten-Nr.     | Bild |
| ------------------------- | ---------------------------------------------- | ------------------------------------------------------------------------------------ | ------------- | ---- |
| Hochholding 29 (Standort) | Katholische Filialkirche St. Petrus und Paulus | frühgotische Anlage, 14. Jahrhundert, im 18. Jahrhundert verändert; mit Ausstattung. | D-2-77-133-25 | BW   |

### Holzlucken
| Lage                     | Objekt                            | Beschreibung                                                                               | Akten-Nr.     | Bild |
| ------------------------ | --------------------------------- | ------------------------------------------------------------------------------------------ | ------------- | ---- |
| Holzlucken 61 (Standort) | Querstockhaus eines Vierseithofes | Massivbau mit Blockbau-Kniestock, flach geneigtem Satteldach und Eselsbretten, um 1840/50. | D-2-77-133-26 | BW   |

### Keilroßbach
| Lage                      | Objekt               | Beschreibung                                                                                 | Akten-Nr.     | Bild |
| ------------------------- | -------------------- | -------------------------------------------------------------------------------------------- | ------------- | ---- |
| Keilroßbach 50 (Standort) | Großes Querstockhaus | zweigeschossig mit flach geneigtem Satteldach und originellem Eselsbretten, bezeichnet 1846. | D-2-77-133-27 | BW   |

### Moosvogl
| Lage                  | Objekt                                | Beschreibung                                                           | Akten-Nr.     | Bild |
| --------------------- | ------------------------------------- | ---------------------------------------------------------------------- | ------------- | ---- |
| Moosvogl 3 (Standort) | Katholische Filialkirche St. Nikolaus | unverputzter Backsteinbau, 2. Hälfte 15. Jahrhundert; mit Ausstattung. | D-2-77-133-28 | BW   |

### Morolding
| Lage                    | Objekt                                     | Beschreibung | Akten-Nr.     | Bild |
| ----------------------- | ------------------------------------------ | --- | ------------- | ---- |
| Morolding 56 (Standort) | Katholische Filialkirche St. Jakobus d. Ä. | und Bartholomäus, im Kern vielleicht mittelalterlicher Bau, im frühen 18. Jahrhundert wesentlich überarbeitet; mit Ausstattung. | D-2-77-133-30 | BW   |

### Oberdietfurt
| Lage                   | Objekt                                     | Beschreibung | Akten-Nr.     | Bild           |
| ---------------------- | ------------------------------------------ | --- | ------------- | -------------- |
| Dorfplatz 2 (Standort) | Katholische Pfarrkirche St. Johannes d. T. | dreischiffige Hallenkirche, Blankziegelbau, 2. Hälfte 15. Jahrhundert; mit Ausstattung; Friedhofskapelle, 16./17. Jahrhundert; mit Ausstattung. | D-2-77-133-31 | weitere Bilder |
| Dorfplatz 4 (Standort) | Pfarrhaus                                  | verputzter, zweigeschossiger Massivbau über nahezu quadratischem Grundriss, mit Schopfwalmdach, 17./18. Jahrhundert                             | D-2-77-133-32 | Pfarrhaus      |

### Oberroßbach
| Lage                      | Objekt                                   | Beschreibung | Akten-Nr.     | Bild |
| ------------------------- | ---------------------------------------- | --- | ------------- | ---- |
| Oberroßbach 11 (Standort) | Querstockhaus eines großen Vierseithofes | mit Blockbau-Giebel und - Kniestock, flach geneigtem Satteldach und Eselsbretten, um 1840/50; Ostflügel mit Durchfahrt, flach geneigtem Satteldach und Gitterbundwerk, 1. Hälfte 19. Jahrhundert; großer Stadel, Ständerbohlenbau, 1. Hälfte 19. Jahrhundert | D-2-77-133-33 | BW   |
| Oberroßbach 13 (Standort) | Querstockhaus eines großen Vierseithofes | mit Blockbau-Kniestock, flach geneigtem Satteldach, Viertelkreisbügen und Eselsbretten, bezeichnet 1848. | D-2-77-133-34 | BW   |

### Saulorn
| Lage                  | Objekt                               | Beschreibung                                                                         | Akten-Nr.     | Bild |
| --------------------- | ------------------------------------ | ------------------------------------------------------------------------------------ | ------------- | ---- |
| Saulorn 10 (Standort) | Katholische Filialkirche St. Emmeram | einfache Saalkirche, erbaut im 18. Jahrhundert, im Kern wohl älter; mit Ausstattung. | D-2-77-133-35 | BW   |

### Seonbuch
| Lage                   | Objekt      | Beschreibung                                                                                         | Akten-Nr.     | Bild |
| ---------------------- | ----------- | --- | ------------- | ---- |
| Seonbuch 86 (Standort) | Feldkapelle | verputzter Ziegelbau, 1. Hälfte 19. Jahrhundert; ca. 150 m westlich des Hofes, an der Bezirksgrenze. | D-2-77-133-36 | BW   |

### Staudach
| Lage                       | Objekt                                  | Beschreibung | Akten-Nr.     | Bild           |
| -------------------------- | --------------------------------------- | --- | ------------- | -------------- |
| Staudach 2 (Standort)      | Pfarrhaus                               | Satteldachbau mit neugotischen Treppengiebeln, Ende 19. Jahrhundert | D-2-77-133-38 | weitere Bilder |
| Staudach 4 (Standort)      | Katholische Wallfahrtskirche St. Korona | spätgotische Anlage mit dreischiffigem Langhaus und Westturm, Blankziegelbau, 1481–88, mit Ausstattung. | D-2-77-133-37 | weitere Bilder |
| Unterstaudach 8 (Standort) | Stockhaus eines Vierseithofes           | gemauert, mit zwei Giebelschroten und flachem Satteldach mit Übersattel, bezeichnet 1886, Erdgeschoss im Inneren und Erd- und Obergeschossfenster in den fünfziger Jahren verändert, Obergeschoss innen und Dachgeschoss bauzeitlich; stattlicher Stallstadel, 2. Hälfte 19. Jahrhundert | D-2-77-133-44 | BW             |

### Wolfsegg
| Lage                             | Objekt                              | Beschreibung | Akten-Nr.     | Bild |
| -------------------------------- | ----------------------------------- | --- | ------------- | ---- |
| Geratsdorfer Straße 7 (Standort) | Katholische Filialkirche St. Martin | kleiner Saalbau, im Kern 15. Jahrhundert, im 18. Jahrhundert barockisiert; mit Ausstattung.                                  | D-2-77-133-41 | BW   |
| Massinger Straße 11 (Standort)   | Ehemaliges Wohnstallhaus            | zweigeschossiger Blockbau, Kernbau 1538 (dendro. dat.), Erweiterungen 18./19. Jahrhundert, nördlicher Anbau, 19. Jahrhundert | D-2-77-133-60 | BW   |